# تنتن (مینه‌سوتا)
تنتن، مینه‌سوتا (به انگلیسی: Taunton, Minnesota) یک شهر در ایالات متحده آمریکا است که در شهرستان لیون واقع شده‌است.

## خصوصیات
تنتن ۲٫۶۲ کیلومترمربع مساحت و ۱۳۹ نفر جمعیت دارد و ۳۵۸ متر بالاتر از سطح دریا واقع شده‌است.